# Голубково (Любимский район)
Голубково — деревня в Любимском районе Ярославской области России. С точки зрения административно-территориального устройства входит в состав Любимского сельского округа. С точки зрения муниципального устройства входит в состав городского поселения Любим (городское поселение).

## География
Находится в пределах центральной части Московской синеклизы Восточно-Европейской (Русской) платформы, на правом берегу реки Куза вблизи впадения её в реку Обнора.

### Климат
Климат характеризуется как умеренно-континентального климата с умеренно-тёплым влажным летом, умеренно-холодной зимой и ярко выраженными сезонами весны и осени. Среднегодовая температура — +3,2 °C. Средняя температура самого тёплого месяца (июля) — +18,2 °С; самого холодного месяца (января) — −11,7 °C. Абсолютный максимум температуры — +34 °С; абсолютный минимум температуры — −35 °С.

## Население
| 2007 | 2010 |
| ---- | ---- |
| 2    | ↘0   |